# Anton Nilsson (politiker)
Anton Nilsson, född 24 september 1989 i Mariehamn, är en åländsk politiker. Från 2019 till 2024 var Nilsson den finländska Europaparlamentarikern Nils Torvalds (Svenska folkpartiets) ersättare i Europaparlamentet. Vid valet 2019 fick Nilsson 8447 röster, och det var första gången en åländsk politiker blev vald till ersättare i Europaparlamentet. Nilsson kandiderade för Svenska folkpartiet, nominerad av de åländska samarbetspartierna. De åländska samarbetspartierna i Europaparlamentsvalet består av Liberalerna, Centerpartiet, Moderaterna och Ålands framtid.
I mars 2024 meddelande Nilsson att han återigen ställer upp för Svenska Folkpartiet i Europaparlamentsvalet den 9 juni 2024.   
Nilsson har masterexamen i European Public Affairs från Maastrich universitet och en kandidatexamen från Handelshögskolan i Stockholm, och har tidigare tjänstgjort som specialmedarbetare för Nils Torvalds i Europaparlamentet samt arbetat med havsfrågor vid EU-kommissionen. Just nu arbetar Nilsson vid Finlands ständiga representation vid EU där han har den diplomatiska graden ministerråd. Nilsson var med i den finländska delegationen under anslutningsförhandlingarna till Nato 2022.